# Хромозом 11 (човек)
Хромозом 11 је аутозомни хромозом једанаести по величини у хуманом кариотипу. Према положају центромере припада субметацентричним хромозомима. Изграђен је од 144 милиона парова база ДНК што представља 4-4,5% укупне количине ДНК у ћелији.

## Мапирани гени и болести/поремећаји
- таласемија
- фенилкетонурија
- албинизам коже и ока, тип IA
- карцином плућа
- карцином грлића материце
- карцином дојке
- карцином простате
- склоност жена ка остеоартритису
- рабдомиосарком
- одсуство дужице ока
- остеопороза
- породична хипертрофична кардиомиопатија
- Капошијев сарком
- Ушеров синдром
- Ксеродерма пигментозум Е
- atrophia areata  и др.
- Атаксија-телеангиектатика